# Überbrückungsgeld (Strafvollzug)
Das Überbrückungsgeld ist ein Element des deutschen Strafvollzugsrechts.
Nach § 51 Strafvollzugsgesetz (StVollzG) wird aus den Einkünften eines Strafgefangenen aus Arbeit, freier Beschäftigung oder gestatteter Selbstbeschäftigung ein Überbrückungsgeld gebildet, das den notwendigen Lebensbedarf des Gefangenen und seiner Unterhaltsberechtigten während der ersten vier Wochen nach seiner Entlassung sichern soll. Hierfür werden vier Siebentel der entsprechenden Einkünfte verwendet, der übrige Betrag fließt in das Hausgeld des Gefangenen.
Das Überbrückungsgeld wird am Tag der Entlassung ausgezahlt; der Anspruch auf Auszahlung ist unpfändbar, außer für Unterhaltsgläubiger.
Während der Haft kann dem Gefangenen gestattet werden, einen Teil des Überbrückungsgeldes für Maßnahmen seiner Wiedereingliederung, insbesondere für die Suche einer Wohnung oder eines Arbeitsplatzes zu verwenden.